# Aiguada

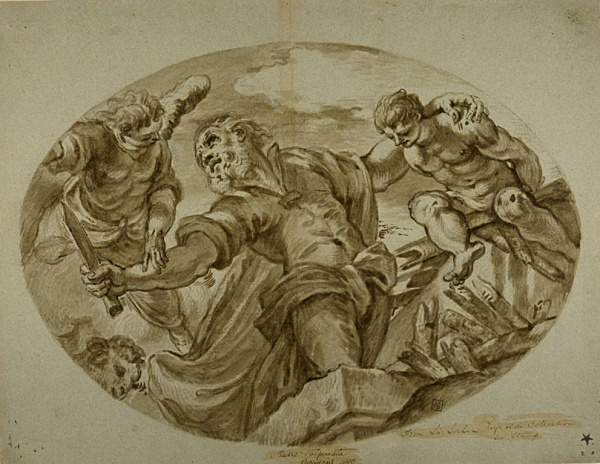
Dibuix a ploma i aiguada

L'aiguada és una tècnica de pintura molt semblant a l'aquarel·la. Es caracteritza per utilitzar una única tonalitat en tota la imatge, generalment el negre, tot i que no és estrany emprar el sèpia, colors terra vermellosos, verd botella o blau marí. La pintura s'aplica més o menys diluïda en aigua, habitualment amb un pinzell. La tècnica consisteix a pintar diferents capes una sobre l'altra, de manera que es comença pintant amb una capa lleugera els colors més clars i lluminosos, i després es va insistint amb noves capes, tantes vegades com calgui, sobre els colors més foscos. Per tant, com passa amb l'aquarel·la, cal emprar com a suport un paper gruixut que resisteixi l'aigua.
Tradicionalment s'utilitzen colors d'aquarel·la o, com a variant, tinta xinesa, encara que aquesta resulta menys "dúctil" (produeix salts o "tallats" en el to del degradat).
A Europa, aquesta tècnica va començar a practicar-se sobretot a partir de l'edat mitjana, moment en què la qualitat i el gruix del paper van millorar notablement. L'any 1437 és referenciada per escrit al tractat de pintura de Cennino Cennini. Alguns pintors cèlebres que l'han usada són Guercino, Rembrandt i Claude Lorrain.